# Old Shatterhand

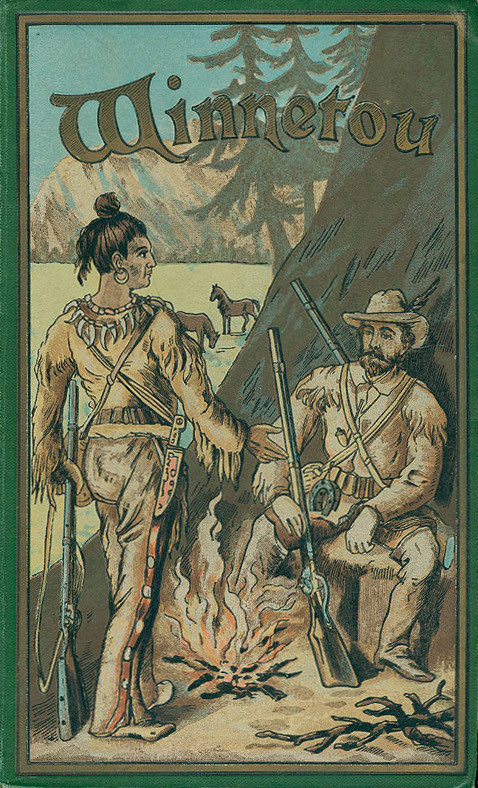
Winnetou i Old Shatterhand na okładce powieści Winnetou, 1893

Old Shatterhand (ang. Grzmocąca Ręka) – postać literacka, jeden z głównych bohaterów książek Karola Maya (alter ego pisarza). Jego przygody opisywane są m.in. w powieściach: Winnetou, Old Surehand, „Boże Narodzenie”, „Szatan i Judasz”, Old Shatterhand (Syn Łowcy Niedźwiedzi), Skarb w Srebrnym Jeziorze, Czarny Mustang, Upiór z Llano Estacado.

## Życiorys
W swym „życiu” literackim przybywa jako młody, niedoświadczony człowiek (greenhorn) na Dziki Zachód. Na początku ima się różnych zajęć, aby zarobić na chleb. W końcu przybywa do St. Louis, aby uczyć dzieci pewnego zamożnego mieszkańca miasta. Dzięki szczęśliwemu zbiegowi okoliczności (pomaga mu w tym rusznikarz Henry – przyjaciel pana domu, w którym nauczał), porzuca pracę i udaje się na „prawdziwy Dziki Zachód” – na tereny zamieszkane przez Indian: Apaczów, Kiowa, Komanczów, by pomagać przy budowie kolei przebiegającej przez tamtejsze tereny. Poznaje Winnetou, syna wodza Apaczów – plemienia, które nie zgadzało się na budowę „ścieżek dla ognistego konia”. Z początku Winnetou wraz z ojcem chcą go zabić, lecz dzięki brawurowym czynom – uwolnieniu Winnetou z niewoli Kiowa, a później darowaniu życia Inczu-czunie (ojcu Winnetou) po zwycięskim pojedynku, udaje mu się uniknąć śmierci. Po tych zdarzeniach zaprzyjaźnia się z Indianami i jest traktowany przez Apaczów jak brat, a nawet wódz. Dzięki naukom płynącym od przyjaciół (początkowo jego nauczycielem był pocieszny myśliwiec-westman Sam Hawkins, później wódz Apaczów Winnetou), poznaje Dziki Zachód, uczy się odczytywać ślady, posługiwać bronią wszelkiego rodzaju, podchodzić nieprzyjaciół itp. Wraz z Winnetou przeżywa wiele przygód i poznaje znakomitych westmanów. Old Shatterhand (bo taki ma już wojenny przydomek, który uzyskał dzięki sile pięści, powalającej wrogów) staje się nieomylnym znawcą Dzikiego Zachodu. Sława jego i Winnetou rozciąga się na całe Stany Zjednoczone. Przy żadnej okazji Shatterhand nie zapomina o swojej ojczyźnie i wierze, szczególnie jeżeli chodzi o sprawę poszanowania ludzkiego życia. Ze wszystkich opresji wychodzi obronną ręką, w czasie swych wędrówek zdobywa wielu przyjaciół (zarówno białych, jak i Indian). Winnetou podarował mu wspaniałego konia: ogiera „Hatatitlę” (Błyskawica), sam zaś dosiadał „Ilczi” (Wiatr). Były to jedne z wielu wierzchowców używanych przez niego w trakcie przygód.
W innych książkach Maya bohater, używając miana Kara ben Nemzi (Karol syn Niemców), podróżuje po krajach arabskich (między innymi Tunezja, Algieria, Arabia Saudyjska, Sudan). Jego towarzyszem we wspomnianych podróżach jest dzielny hadżi Halef Omar (postać humorystyczna).
Dzięki swoim nieustannym podróżom Shatterhand/Kara zdobywa wielką wiedzę o świecie i ludziach.
Uczy się na pamięć Koranu, staje się wytrawnym geografem i etnografem oraz poznaje wiele języków obcych (włada biegle między innymi: francuskim, angielskim, kurdyjskim, tureckim, arabskim, hiszpańskim, chińskim, perskim, językiem Navaho, Apaczów Llanero, Mescalero, Kiowa oraz językiem Komanczów).

## Filmy
Na motywach książkowych przygód Winnetou i Old Shatterhanda powstała w latach 60. popularna seria westernów, produkcji niemiecko-jugosłowiańskiej. Rolę Old Shatterhanda odtwarzał amerykański aktor Lex Barker.